# Estació de Badal
Badal és una estació de la L5 del Metro de Barcelona situada sota el Carrer de Sants, entre les interseccions amb els carrers de Carreras i Candi i Sant Feliu de Guíxols, al districte de Sants-Montjuïc de Barcelona.
L'estació es va posar en servei el 1969 com a part del tram inaugural del Transversal Alt o la Línia V entre Passeig de Gràcia-Diagonal i Sant Ramon (avui anomenada Collblanc). Era la tercera línia de metro que entrava en funcionament a Barcelona. El 1982 amb la reorganització dels números de línies a L5 i canvis de nom d'estacions va adoptar el nom actual.
| Metro de Barcelona     |           |                                              |                |                        |
| Procedència/Destinació | <         | Línia                                        | >              | Procedència/Destinació |
| Cornellà Centre        | Collblanc | Logotip de la Línia 5 del metro de Barcelona | Plaça de Sants | Vall d'Hebron          |

## Accessos
- Carrer Carreras i Candi
- Carrer de Sants